# Led Zeppelin (box set)
Boxed Set —  бокс-сет (збірка-коробка) найпопулярніших пісень британського рок-гурту Led Zeppelin. Композиції переведено у цифровий формат і видано на 4-х дисках 7 вересня 1990 року.

## Список композицій

### Диск 1
1. «Whole Lotta Love» — 5:31
2. «Heartbreaker» — 4:14
3. «Communication Breakdown» — 2:27
4. «Babe I'm Gonna Leave You» — 6:41
5. «What Is and What Should Never Be» — 4:40
6. «Thank You» — 4:45
7. «I Can't Quit You Baby» — 4:16
8. «Dazed and Confused» — 6:26
9. «Your Time Is Gonna Come» — 4:13
10. «Ramble On» — 4:20
11. «Travelling Riverside Blues» (не було в жодному з попередніх альбомів) — 5:09
12. «Friends» — 3:55
13. «Celebration Day» — 2:28
14. «Hey Hey What Can I Do» (не було в жодному з попередніх альбомів) — 3:55
15. «White Summer/Black Mountain Side» (не було в жодному з попередніх альбомів) — 8:00

### Диск 2
1. «Black Dog» — 4:51
2. «Over the Hills and Far Away» — 4:46
3. «Immigrant Song» — 2:33
4. «The Battle of Evermore» — 5:47
5. «Bron-Y-Aur Stomp» — 4:16
6. «Tangerine» — 2:55
7. «Going to California» — 3:28
8. «Since I've Been Loving You» — 7:22
9. «D'yer Mak'er» — 4:20
10. «Gallows Pole» — 4:54
11. «Custard Pie» — 4:09
12. «Misty Mountain Hop» — 4:36
13. «Rock and Roll» — 3:39
14. «The Rain Song» — 7:37
15. «Stairway to Heaven» — 7:58

### Диск 3
1. «Kashmir» — 8:33
2. «Trampled Under Foot» — 5:35
3. «For Your Life» — 6:21
4. «No Quarter» — 7:01
5. «Dancing Days» — 3:43
6. «When the Levee Breaks» — 7:07
7. «Achilles Last Stand» — 10:23
8. «The Song Remains the Same» — 5:29
9. «Ten Years Gone» — 6:32
10. «In My Time of Dying» — 11:05

### Диск 4
1. «In the Evening» — 6:49
2. «Candy Store Rock» — 4:07
3. «The Ocean» — 4:30
4. «Ozone Baby» — 3:35
5. «Houses of the Holy» — 4:01
6. «Wearing and Tearing» — 5:28
7. «Poor Tom» — 3:02
8. «Nobody's Fault But Mine» — 6:27
9. «Fool in the Rain» — 6:12
10. «In the Light» — 8:44
11. «The Wanton Song» — 4:06
12. «Moby Dick»/«Bonzo's Montreux» (не було в жодному з попередніх альбомів) — 3:50
13. «I'm Gonna Crawl» — 5:30
14. «All My Love» — 5:53